# Most Pegaza
Most Pegaza (ang. Pegasus Bridge, fr. pont Pégase) – zwodzony most drogowy w miejscowości Bénouville, we francuskiej Normandii, na Kanale Caen.

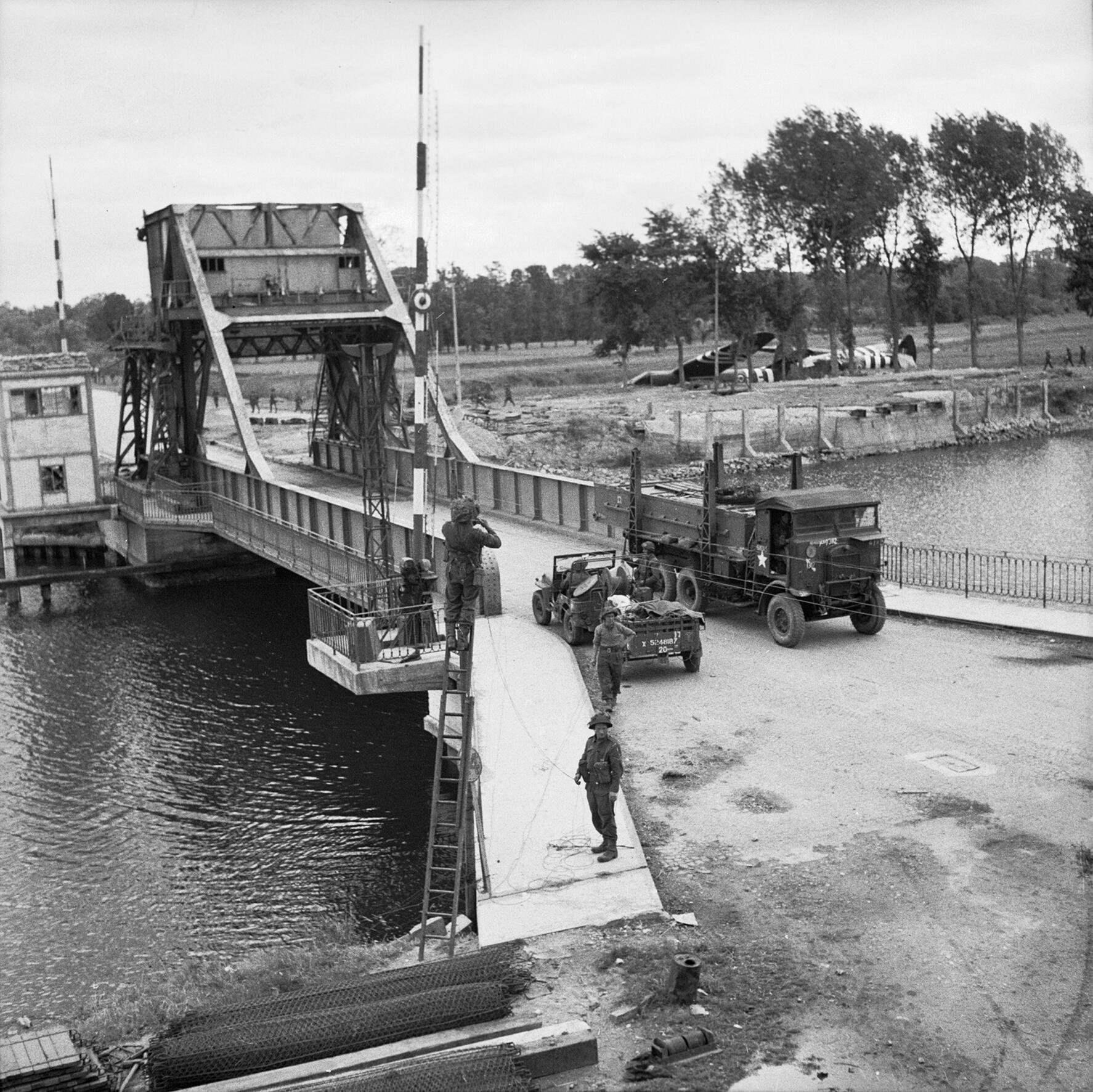
Most Pegaza w 1944 roku

Most otwarto w 1934 r. Podczas kampanii normandzkiej stanowił on ważny punkt strategiczny, zabezpieczając przeprawy na jedynej możliwie trasie z brytyjskiego przyczółka na plaży Sword do miasta Caen. Most został zdobyty nocą 6 czerwca 1944 roku przez brytyjską 6 Dywizję Powietrznodesantową w ramach operacji Deadstick. Do końca II wojny światowej pozostawał nienazwany. Swoją obecną nazwę zawdzięcza naszywce mundurowej 6 Dywizji, na której widnieje biały pegaz ujeżdżany przez jeźdźca z kopią na bordowym tle.
W 1994 r. stary most został zdemontowany, a na jego miejscu ustawiono nową konstrukcję. Oryginalny Most Pegaza znajduje się obecnie w  Muzeum Mostu Pegaza w pobliskim Ranville.
Most został przedstawiony w dwóch misjach w grze Call of Duty, gdzie celem jest jego opanowanie, a potem odpieranie niemieckich kontrataków. Pojawił się też w grze Codename: Panzers – Faza pierwsza oraz w modzie Forgotten Hope do gry Battlefield 1942.